# Cultura de Chortitsia
A Cultura de Chortitsia, também designada como Esredni Estogue, foi identificada por pesquisadores pela primeira vez na vila ucraniana de Chortitsia, e corresponde à um período entre 4 500 - 3 500 a.C. Está localizada ao norte do Mar de Azov, entre o rio Dniepre e o rio Don. Um dos principais sítios arqueológicos associados à essa cultura é o Dereivka, localizado na margem direita do rio Omelnique, um tributário do Dniepre, e é o maior sítio da Cultura de Chortitsia com uma ocupação de quase 2km² de área.